# 宮崎丈二
宮崎 丈二（みやざき じょうじ、1897年1月6日 - 1970年3月25日)は、日本の詩人、画家。 

## 略歴
千葉県銚子市生まれ。専修大学中退。号・冬花亭。「白樺」の影響を受けて文学に関心を抱く。1920年（大正9年）2月千家元麿、中川一政らと雑誌『詩』を創刊し「冬が来た」「機関車」などを発表。1924年（大正13年）『爽かな空』を刊行。1927年（昭和2年）より雑誌『河』を主宰。他の詩集に『独坐』がある。画家としては1919年（大正8年）草土社展に入選し、同人となる。

## 著書
- 『爽かな空』新作社 1924 全国書誌番号:43041045、NCID BN09882276。
- 『太陽の娘 詩集』太虚堂詩画房 1928 全国書誌番号:47008248
- 『白猫眠る 詩集』やぽんな書房 1931 全国書誌番号:47015896、NCID BA45246798。
- （挿絵）鷲尾知治『源九郎義経』春陽堂、1933年。全国書誌番号:45017912
- （挿絵）楠山正雄『百合若大臣』春陽堂、1933年。NDLJP:1740873
- 『少年徒然草』春陽堂、1933年。
- 『南方の精神 宮崎丈二詩集』青磁社 1942 全国書誌番号:46026802、NCID BA60459488。
- 『花籠』赤坂書店 炉辺叢書 1946 全国書誌番号:46026801、NCID BA52854603。
- 『この道を歩く』高桐書院 1947年3月 NCID BA69289955
- 『合図 : 宮崎丈二詩感想集』大耕舎（出版地不明）、1950年。
- 『燃える翼 宮崎丈二詩集』アポロン社 1957 全国書誌番号:58000220、NCID BA32420087。
- 『詩集 独坐』アポロン社、1969年3月。
- 『宮崎丈二全詩集』古川書房 1973 全国書誌番号:75012302、NCID BA3231955X。

## 伝記
- 高橋留治『評伝無冠の詩人宮崎丈二 その芸術と生涯』北書房 1974 全国書誌番号:75018868、NCID BN02986728。
- 大木衛『宮崎丈二の生いたちと業績: 郷土の文人: 特別企画宮崎丈二展と併せて』銚子市青少年文化会館、1984年11月。
- 阪田寛夫『ノンキが来た 詩人・画家宮崎丈二』新潮社 1989 ISBN 4103604026